# Hugo Preuß
Hugo Preuß (Hugo Preuss; 28. října 1860, Berlín, Německé císařství – 9. října 1925, Berlín, Výmarská republika) byl německý právník, profesor a levicově orientovaný politik židovského původu. Byl autorem návrhu demokratické ústavy, který předal ústavodárnému národnímu shromáždění. V srpnu 1919 vešla ústava v platnost jako Výmarská ústava. V roce 1919 působil jako říšský ministr vnitra ve vládě Philippa Scheidemanna.

## Studium a akademická kariéra
Hugo Preuß se narodil 28. října 1860 v Berlíně. Jeho rodiči byli Levin Preuß a Minna Preußová, rozená Israelová. Otec byl židovského původu a podnikal v oblasti litografie. Již v roce 1862 však zemřel a Hugova matka se v roce 1863 provdala za Leopolda Preuße, bratra svého zemřelého manžela, jenž se živil jako obchodník s obilím. Hugo Preuß vyrůstal v západní části Berlína a roku 1878 začal studovat obor státní a veřejná správa na Humboldtově univerzitě v Berlíně a na Univerzitě v Heidelbergu. Jeho studium zahrnovalo také semináře z historie a filosofie. V květnu 1883 složil úspěšně státní zkoušku a v listopadu téhož roku získal na univerzitě v Göttingenu titul doktora práv. Do roku 1886 se živil jako právní referent, následně však začal působit jako akademický vyučující. V roce 1889 se úspěšně habilitoval, když obhájil práci Gemeinde, Staat, Reich als Gebietskörperschaften (Obec, stát, říše a její ústřední orgány). Poté začal působit jako přednášející na univerzitě v Berlíně. I přesto, že kvalita jeho práce byla kladně hodnocená akademickou obcí, jeho židovské náboženské vyznání a demokraticko-liberální názory mu neumožnily stát se osvědčeným profesorem na konzervativní berlínské univerzitě.
Roku 1889 si Preuß vzal v Berlíně za manželku Else Liebermannovou, dceru Carla Liebermanna. Else byla příbuzná také s německým malířem Maxem Liebermannem a s historikem Felixem Liebermannem. Měli spolu čtyři syny, jeden však krátce po narození zemřel. Roku 1891 se narodil syn Ernst, syn Kurt se narodil roku 1893 a dalším potomkem byl syn Hans narozený v roce 1901.
Preuß se stal v roce 1895 členem obecního parlamentu v berlínské městské čtvrti Charlottenburg. V roce 1906 byl jmenován řádným profesorem na nově založené Berlínské obchodní vysoké škole. Vyučoval zde až do roku 1918, kdy se stal rektorem. Jako profesor kladl důraz především na oblasti ústavního práva a obecní správy. V roce 1906 vydal svou první publikaci s názvem Die Entwicklung des deutschen Städtewesens (Vývoj německého městského života). V letech 1910 až 1918 působil jako čestný člen Progresivní lidové strany (FVP). V této funkci se spolupodílel na vytvoření zákona o Velkém Berlíně, podle něhož bylo k Berlínu připojeno několik obcí, které rozšířily jeho městskou správu i územní rozlohu. V roce 1912 se neúspěšně pokoušel stát členem Říšského sněmu. Nejznámější publikaci Das deutsche Volk und die Politik (Německý lid a politika) vydal roku 1915.

## Politická kariéra a Výmarská ústava

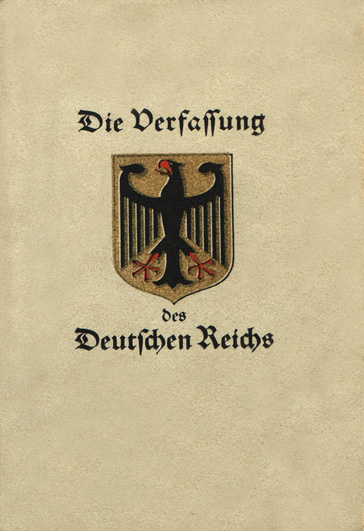
Výmarská ústava

Krátce po abdikaci císaře Viléma II. Pruského na počátku listopadové revoluce publikoval Preuß 14. listopadu 1918 článek, v němž vyzýval střední třídu obyvatel, aby přijala fakta a spolupracovala při vytváření republiky. Následujícího dne, 15. listopadu 1918, jmenoval Friedrich Ebert, hlava dočasné vlády a politik Sociálně demokratické strany Německa (SPD), Preuße státním sekretářem vnitra (ministrem vnitra). Tou dobou však dočasná správní vláda Německé říše, jež byla známá jako rada lidových zástupců, fungovala ve starém byrokratickém systému zavedeném v době existence Německého císařství. Ačkoliv tedy kabinet přijal řadu důležitých rozhodnutí, využíval stávajících struktur. Podle staré císařské ústavy tak ve vládě neexistovali ministři, ale státní sekretáři pracující pro říšského kancléře. Preuß byl sice tedy ministrem vnitra, avšak formálně pracoval jako státní sekretář vnitra. Rada lidových představitelů pověřila Preuße sepsáním ústavy pro nově vznikající republiku. V listopadu 1918 se stal také zakládajícím členem nové Německé demokratické strany (DDP).
13. února 1919 se stal ministrem vnitra ve vládě Philippa Scheidemanna. Tato vláda byla prvním oficiálním kabinetem nově vzniklé Výmarské republiky pod vedením ministerského předsedy Philippa Scheidemnanna. Preuß se stal kritikem rozhodnutí Trojdohody, které zakazovalo Německu připojit ke svému území Německého Rakouska, vzniklého po rozpadu Rakouska-Uherska. 20. června 1919 vláda na protest proti Versailleské mírové smlouvě odstoupila a byla nahrazena novým kabinetem pod vedením Gustava Bauera, který jmenoval Preuße do funkce říšského komisaře pro ústavní otázky. 14. srpna 1919 vstoupila v platnost Výmarská ústava.

Návrh územní reorganizace říše

Konečná verze Výmarské ústavy se mnoha různými způsoby lišila od původního návrhu. Některé Preußovy myšlenky nebyly realizovány, zejména pokud jde o oblast územní reorganizace říše. V této otázce došlo k nepřijetí některých jeho návrhů především ze strany vlád jednotlivých spolkových zemí. Do nové ústavy také nedokázal prosadit své velmi úzce vymezené postoje k základním právům, které chtěl kodifikovat ve třech samostatných článcích ústavy. Ústava se tak vymezila pouze na klasická základní práva. Také se chtěl zasadit o změnu druhé komory parlamentu, která měla být podle jeho názoru složená ze zástupců jednotlivých spolkových zemí. Tento návrh byl také zamítnut. Některé části Výmarské ústavy jsou při zpětném pohledu do historie považovány za značně problematické, zejména pokud jde o rozsáhlé pravomoce říšského prezidenta. Ústava dávala prezidentovi silnou pozici, která mu umožňovala kdykoliv bez omezení rozpustit Říšský sněm, a také mu dávala další rozsáhlé pravomoce podle článku 48. V těchto problematických pasážích však Preuß zřejmě neviděl rozpor v myšlence demokratického státu, spíše je vnímal jako preventivní opatření před možnou diktaturou parlamentní většiny. Jako nejdemokratičtější metodu řešení problémů mezi vládou a parlamentem viděl uspořádání nových voleb. Stal se skeptický v otázce schopnosti fungování politických stran v novém systému republiky. Podle něj nedisponovaly strany dostatečnou zkušeností s převzetím zodpovědnosti nebo s vytvořením kompromisu, jenž by vedl ke stabilní vládě. V říši existovalo mnoho politických stran a uskupení, která fungovala většinou nezávisle na stranách zastoupených většinově v Říšském sněmu.

## Další život

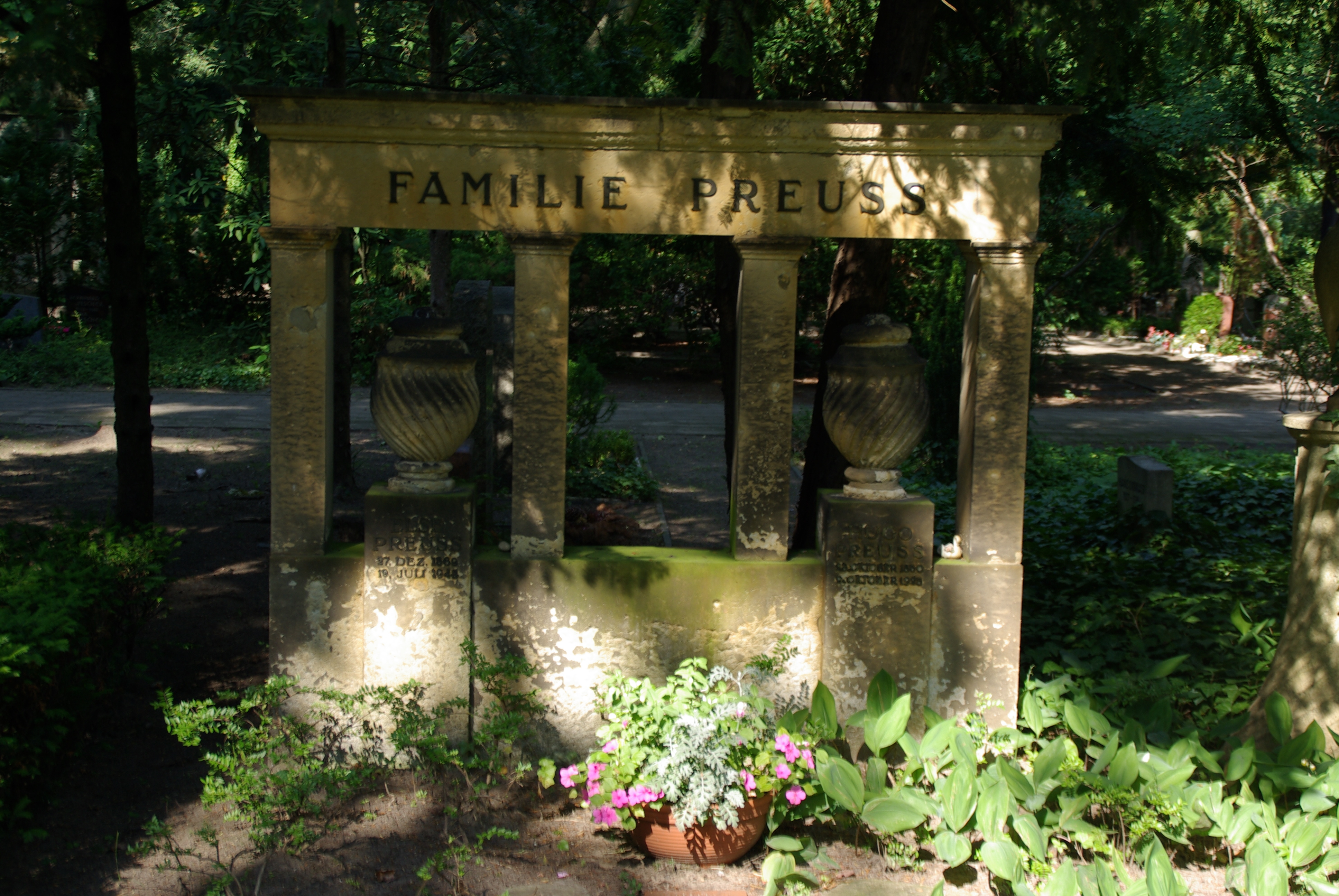
Hrob rodiny Preußovy

V letech 1919 a 1920 byl členem národního shromáždění ve Svobodném státě Prusku, následně do roku 1925 působil jako člen Pruského zemského sněmu. Publikoval řadu spisů zabývajících se ústavně-právními otázkami a vydal několik publikací, v nichž zastával převážně prorepublikové názory. Byl také aktivní v organizaci Reichsbanner Schwarz-Rot-Gold, která obhajovala parlamentní demokracii před extremismem a před krajně levicově i pravicově orientovanými ideologiemi. Preuß zemřel 9. října 1925 v Berlíně. Pohřben je na hřbitově Urnenfriedhof Gerchtsstraße. Od roku 1952 má v Berlíně také čestný hrob.
Preußův židovský původ byl jedním z hlavních důvodů, proč byla Výmarská republika označována jeho pravicovými kritiky jako Judenrepublik (Židovská republika).

## Dílo
- 1889: Gemeinde, Staat, Reich
- 1902: Das städtische Amtsrecht in Preußen
- 1906: Die Entwicklung des deutschen Städtewesens
- 1909: Stadt und Staat
- 1910: Zur preussischen Verwaltungsreform
- 1915: Das deutsche Volk und die Politik
- 1921: Deutschlands republikanische Reichsverfassung
- 1921: Vom Obrigkeitsstaat zum Volksstaat
- 1924: Um die Weimarer Reichsverfassung
- 1926: Staat, Recht und Freiheit. Aus vierzig Jahren deutscher Politik und Geschichte (napsáno ve spolupráci s Theodorem Heussem)
- 1927: Verfassungspolitische Entwicklungen in Deutschland und Westeuropa
- 1928: Reich und Länder. Bruchstücke eines Kommentars zur Verfassung des Deutschen Reiches